# 江西诗派
江西诗派，宋詩流派，北宋的黄庭坚为创始人。成员包括陳師道，潘大临等，大多为江西（宋代屬江南西路）人。作诗好用僻典，炼生词，押险韵，制拗句，讲究语言韵律，走上形式主义道路。元代的方回在《瀛奎律髓》中提出所谓“一祖三宗”之说，即把杜甫列为江西诗派之祖，把黄庭坚、陈师道和陈与义算作三大宗师，这种说法十分勉强。江西诗派真正的祖师仍为黄庭坚，陈师道无能与其并列，陈与义亦和江西诗派不甚相似。

## 簡介
江西诗派的始祖公認是黃庭堅，他作詩喜用典故，主張“無一字無來處”，並能“點鐵成金”、“奪胎換骨”。
「點鐵成金」與「奪胎換骨」本來是道教術語，「點鐵成金」原本指道士的煉金術，把鐵煉成黃金。
黃庭堅的「點鐵成金」意思是把古語、古人詩文等加以變化，如增刪字句，變換語序等，使句子更有深度，「古之能為文章者，真能陶冶萬物，雖取古人之陳言入於翰墨，如靈丹一粒，點鐵成金也。」(〈答洪駒父書〉)。如黃庭堅《寄黃幾復》：「寄雁傳書謝不能。」就用了兩個典故，一是蘇武「雁足傳書」，二是「雁到衡陽而止」的小故事。
「奪胎換骨」，黃庭堅言：「不易其意而造其語，謂之換骨法；窺入其意而形容之，謂之奪胎法」。其中「奪胎」，本為道教的一種奪舍的法術，有修為的方士死後，因想繼續留在陽世，靈魂附到孕婦腹中，將原本的胎兒魂魄驅離，憑藉此胎而出生。黃庭堅的「奪胎」，即模仿古人詩文的形式而造詞；王羲之《蘭亭序》：「俯仰之間，已為陳跡」，被黃庭堅改為「俯仰之間已陳跡，暮窗歸去讀殘書。」
而「換骨」一詞，古人有「相骨之法」，認為「骨濁不能成仙」，仙人度人之前，利用法術讓「凡胎濁骨」換成「仙風道骨」，變得適合修仙。黃庭堅的「換骨」，即擷取古人詩文之意，而另用他語。如黃庭堅《寄黃幾復》：「隔溪猿哭瘴煙藤。」，換骨自杜甫《九日詩》：「殊日方落玄猿哭。」又有如王安石：「只向貧家促機杼，幾家能有一鉤絲」，黃庭堅改為「莫作秋蟲促機杼，貧家能有幾鉤絲？」
黃庭堅又好用拗句拗律，主張“去陳反俗”，效法黄庭坚的诗人颇多，逐渐形成以黄庭坚为中心的江西詩派。這個詩派因喜用奇事怪典，作品因而艱澀隱晦，餖飣典故而缺少詩意。風格上力盤語硬，短於言情，議論太多，則有失詩歌吟詠性情的本旨。
南宋呂本中作《江西詩社宗派圖》，有黄庭坚，陈师道,潘大臨、謝逸、洪芻、饒節、僧祖可、徐俯、洪朋、林敏修、洪炎、汪革、李錞、韓駒、李彭、晁沖之、江端本、楊符、謝薖、夏倪、林敏功、潘大觀、何顗、王直方、僧善權、高荷等二十多人。
江西詩派傳至南宋，出現了四大诗人尤袤、杨万里、范成大、陆游。此四大家一出，在詩風上摆脱江西诗風的影响，使宋朝的發展重新焕发活力。值得一提的是杨万里，虽然杨万里早年受江西诗派的影响，绍兴三十二年（1162年）尽焚诗篇千余首，力圖跳脫江西诗派的窠臼，又学王安石，最后又转向学习晚唐诗，自成一家，时称“诚斋体”。但杨万里仍深受黄庭坚的影响，直到晚年都沒有完全摆脱江西诗派的氣質。陆游本人也曾是江西诗派弟子，但也反对江西诗派的“无一字无来处”，自谓“君诗妙处吾能识，正在山程水驿中。”陸游的作品常有意無意地沿袭晚唐诗人，作为一位爱国诗人，滿腔救國熱忱，“他看到一幅画马，碰见几朵鲜花，听了一声雁唳，喝几杯酒，写几行草书，都会惹起报国仇、雪国耻的心事，血液沸腾起来”。

## 评价
江西詩派是宋詩中的主流，著重鍊字、鍊句，可矯正初學詩人平滑淨淺的毛病。江西詩派主張獨創語言，反對庸俗，有正面意義，而且作品清新奇峭，頗能道前人所未道。然而，江西詩派過於講求形式與技巧，流於形式主義。主張“奪胎換骨”，則容易做成模擬剽竊。拗句、拗律使用過當，作品往往音節聱牙。有時務求新奇，則引致矯揉造作，詩句新奇而有欠渾厚。
钱钟书说：“有唐诗作榜样是宋人的大幸，也是宋人的大不幸。看了这个好榜样，宋代诗人就学了乖，会在技巧和语言方面精益求精；同时，有了这个好榜样，他们也偷起懒来，放纵了模仿和依赖的惰性，那就是他们都在竭力模仿前人。”黄庭坚的社會接觸面較歐陽修、王安石都狹小，脫離現實的他說：“詩詞高勝，要從學問中來。”江西诗派在思想內容方面並沒有特別的主張，詩中多議論，幾乎是宋詩的通病。有時則重描寫個人生活經歷和抒發作者思想感情，有時反映當時的民族鬥爭，絕不同於唐詩“多是征戍、遷謫、行旅、離別之作，往往能感動激發人之意。”二者的發展幾是南轅北轍。由於片面追求“無一字無來處”與“点铁成金”，而又不能求新，只是拾人牙慧，典故連篇，空有形像，形成了江西詩派中的末流。明代的前後七子則標榜“文必秦漢，詩必盛唐”的思潮，李攀龍編選《古今詩刪》十四卷，選唐詩之後即直接明代，等於是跳過宋詩，充份反映明朝文人对宋诗的排斥。